# Saint-Germain-de-Vibrac
Saint-Germain-de-Vibrac – miejscowość i gmina we Francji, w regionie Nowa Akwitania, w departamencie Charente-Maritime.
Według danych na rok 1990 gminę zamieszkiwało 197 osób, a gęstość zaludnienia wynosiła 27 osób/km² (wśród 1467 gmin regionu Poitou-Charentes Saint-Germain-de-Vibrac plasuje się na 800. miejscu pod względem liczby ludności, natomiast pod względem powierzchni na miejscu 977.).